# Hiroshi Sekita
Hiroshi Sekita (関田 寛士 Sekita Hiroshi?, nacido el 2 de octubre de 1989 en Sagamihara, Kanagawa) es un exfutbolista y entrenador japonés. Jugaba de defensa y su último club fue el AC Nagano Parceiro de Japón.

## Trayectoria

### Clubes
| Club               | País  | Año         |
| ------------------ | ----- | ----------- |
| FC Gifu            | Japón | 2012 - 2015 |
| AC Nagano Parceiro | Japón | 2016        |

## Estadística de carrera

### J. League
| Club               | Año   | J. League | J. League | Copa J. League | Copa J. League | Total | Total |
| Club               | Año   | Part.     | Goles     | Part.          | Goles          | Part. | Goles |
| ------------------ | ----- | --------- | --------- | -------------- | -------------- | ----- | ----- |
| FC Gifu            | 2012  | 35        | 1         | -              | -              | 35    | 1     |
| FC Gifu            | 2013  | 10        | 0         | -              | -              | 10    | 0     |
| FC Gifu            | 2014  | 13        | 1         | -              | -              | 13    | 1     |
| FC Gifu            | 2015  | 2         | 0         | -              | -              | 2     | 0     |
| AC Nagano Parceiro | 2016  | 0         | 0         | -              | -              | 0     | 0     |
| Total              | Total | 60        | 2         | 0              | 0              | 60    | 2     |